# Smile Kid
Smile Kid è il secondo album studio del gruppo emo-pop statunitense We the Kings, pubblicato nel 2009.

## Tracce
1. She Takes Me High – 4:06
2. Promise the Stars – 4:35
3. Heaven Can Wait – 3:30
4. The Story of Your Life – 3:31
5. Rain Falls Down – 4:31
6. Summer Love – 3:25
7. In-n-Out (Animal Style) – 3:07
8. The Spin – 3:59
9. Anna Maria (All We Need) – 3:21
10. We'll Be a Dream (feat. Demi Lovato) – 3:53
11. What You Do to Me – 4:16

## Formazione
Membri del gruppo
- Travis Clark - voce, chitarra, piano, composizioni, programmazione
- Drew Thomsen - basso
- Hunter Thomsen - chitarra, voce
- Danny Duncan - batteria

Membri esterni
- Howie Beno  - ingegneria del suono
- Jason Debiak - direzione artistica
- Sean Gould - ingegneria del suono, chitarra flamenca, ukulele
- Femio Hernández - assistenza
- Sam Hollander - composizioni, programmazione
- Anderson Hopkins - fotografia
- Jon Kaplan - missaggio
- Dave Katz - composizioni, programmazione
- Tom Lord-Alge - missaggio
- Demi Lovato - cori
- Kenny Luong - ingegneria del suono (voce)
- Clay Patrick McBride - fotografia

- Vlado Meller - masterizzazione
- Grant Michaels - assistenza ingegneria, programmazione
- Mike Caffrey - ingegneria del suono (batteria)
- James Musshorn - assistenza ingegneria
- S*A*M - produzione
- Mark Santangelo - assistenza
- Sluggo - produzione
- Eric Stenman - ingegneria del suono
- Jeffrey Swart - ingegneria del suono, assistenza missaggio
- Marc Urselli - ingegneria del suono (pianoforte)
- Steve Yegelwel - A&R